# St. Wenzeslaus (Miesbrunn)
Die römisch-katholische Pfarrkirche St. Wenzeslaus im Ortsteil Miesbrunn der oberpfälzischen Stadt Pleystein bildet zusammen mit der Pfarrei Pleystein und der Expositur Burkhardsrieth die „Seelsorgeeinheit Pleystein-Burkhardsrieth-Miesbrunn“

## Geschichte
Die Pfarrei Miesbrunn ist bereits in dem ältesten Pfarrverzeichnis der Diözese Regensburg von 1326 aufgeführt. In seinem Kaufbrief vermerkt Eberhardt Eymersdorffer 1344, dass schon seine Vorfahren die Vogtei über die Kirche in Miesbrunn von den Landgrafen von Leuchtenberg erhalten haben. Die für Pleystein erfolgte Gründung einer Pfarrei erfolgte 1395 durch die Landgrafen von Leuchtenberg; diese veranlassten dabei eine Teilung der alten Pfarrei Miesbrunn, der Zottbach bildete die Grenze zwischen den beiden Pfarreien. 1407 wurden beide Pfarreien aus Geldmangel durch Kriegseinwirkungen wieder zusammengelegt und Miesbrunn wurde eine Filiale von Pleystein. Etwa ab 1525 war Miesbrunn wieder mit einem eigenen Pfarrer besetzt und in der Reformationszeit wurde Miesbrunn von 1554 bis 1627 ein eigener Pfarrsitz. Im Zuge der Gegenreformation wurde Miesbrunn wieder zur Filialkirche, bis es 1695 nach den Wirren des Dreißigjährigen Krieges wieder selbständige Pfarrei wurde. Versuche einer Rückgliederung wurden im 18. und 19. Jahrhundert von der Diözese Regensburg abgelehnt.
Die erste Pfarrkirche soll von 1361 bis 1761 hier gestanden haben. 1585 war die Kirche in einem so schlechten Zustand, dass „das Kirchenvolk bei Regen nicht in der Kirche bleiben kann“ und der „Pfarrer könne sich bei Unwetter nicht auf der Kanzel halten“. Nach verschiedenen Querelen gelang es aber erst 1590, die Kirche wieder unter ein Dach zu bringen. Auch 1618 erfolgte eine größere Reparatur. 1761 entschloss man sich mit Zustimmung des Erbschatzmeisters Graf von Sinzendorf, die Kirche neu zu erbauen, da das Gotteshaus „eher einer alten Hütte glich, als einem Gott geweihten Tempel“. Die Finanzierung erfolgte großteils von Pleystein aus, da die Herrschaft Pleystein „patronus ecclesia misbrunnensis“ war. Mit dem Kirchenpatronat war auch das Repräsentationsrecht verbunden. Am 30. Juni 1761 erfolgte die Grundsteinlegung und am 13. Juli 1762 war der Bau vollendet. Für die Ausführung war der Maurermeister Martin Beer aus Pleystein verantwortlich. 1580 und 1785 wurde der Pfarrhof errichtet.
Am 9. September 1911 wurde diese Kirche durch einen Brand zerstört. Während des Wiederaufbaus wurden die Gottesdienste in einer daneben liegenden Scheune abgehalten und die Glocken an einem Baum befestigt. Der Neubau wurde nach Plänen des Architekten Heinrich Hauberrisser erstellt, dabei wurde das Längsschiff nach Osten um 8,5 m verlängert und der Turm um 7 m erhöht. Der Grundstein wurde am 19. Mai 1912 durch den Stadtpfarrer Reiser in Anwesenheit von Prior Pater Aureus vom Kloster Pleystein gelegt.

## Baulichkeit
Die im neobarocken Stil errichtete St.-Wenzeslaus-Kirche ist eine Saalkirche mit einem Steildach und einem eingezogenen, fünfseitig geschlossenem Chor. Der Westturm ist mit einer Zwiebelhaube gedeckt.
Zu dem Kirchensemble gehört das denkmalgeschützte Kriegerdenkmal für die Gefallenen des 1. Weltkriegs aus den 1920er Jahren, das später für die Gefallenen des 2. Weltkriegs erweitert wurde. Die Kirche ist von einem Friedhof umgeben, der seit dem 16. Jahrhundert mit einer Bruchsteinmauer umgrenzt ist.

## Innenausstattung
Der Hochaltar wurde 1914 beschafft. 1917 erhielt die Kirche eine Kanzel und 1919 die beiden Seitenaltäre, und zwar einen Josefs- und einen Marienaltar. Die beiden Seitenfenster beim Hochaltar mit einer Josef- und Mariendarstellung stiftete Pfarrer Karl Scherm. Die Bilder wurden von der Kunstglaserei Georg Schneider aus Regensburg hergestellt. Der Beichtstuhl wurde von Pfarrer Hilpert gestiftet.

## Glocken
Die drei Glocken der neu erbauten Kirche wurden von der Glockengießerei Johann Hahn aus Landshut geliefert. Am 2. Oktober 1912 konnten sie, nachdem sie in Regensburg geweiht worden sind, aufgezogen werden.

## Orgel
Eine erste Orgel wurde 1767 von dem Orgelbauer Franz Gärtner aus Tachau geliefert. Diese wurde beim Kirchenbrand von 1911 vernichtet.
1916 wurde die neue Orgel aufgestellt, die von der Orgelbaufirma Weise (Plattling) gefertigt wurde.